# The Great American Getaway 400
Das The Great American Getaway 400 ist eines von zwei Rennen der NASCAR Cup Series, welches jährlich auf dem Pocono Raceway in Long Pond Pennsylvania ausgetragen wird. Das Rennen findet normalerweise im Juni statt, das andere Rennen in Long Pond, das Sunoco Red Cross Pennsylvania 500, findet üblicherweise im Juli rund sechs Wochen nach dem The Great American Getaway 400 statt.
Das Rennen ersetzte das 400-Meilen-Rennen auf dem Texas World Speedway im Jahre 1982. Von 1997 bis 2009 hatte das Rennen keinen Titelsponsor. Von 1982 bis 2011 wurde eine Renndistanz von 500 Meilen gefahren. Seit 2012 fährt man 400 Meilen.

## Sieger
- 1982 Bobby Allison
- 1983 Bobby Allison
- 1984 Cale Yarborough
- 1985 Bill Elliott
- 1986 Tim Richmond
- 1987 Tim Richmond
- 1988 Geoffrey Bodine
- 1989 Terry Labonte
- 1990 Harry Gant
- 1991 Darrell Waltrip
- 1992 Alan Kulwicki
- 1993 Kyle Petty
- 1994 Rusty Wallace
- 1995 Terry Labonte
- 1996 Jeff Gordon
- 1997 Jeff Gordon
- 1998 Jeremy Mayfield
- 1999 Bobby Labonte
- 2000 Jeremy Mayfield
- 2001 Ricky Rudd
- 2002 Dale Jarrett
- 2003 Tony Stewart
- 2004 Jimmie Johnson
- 2005 Carl Edwards
- 2006 Denny Hamlin
- 2007 Jeff Gordon
- 2008 Kasey Kahne
- 2009 Tony Stewart
- 2010 Denny Hamlin
- 2011 Jeff Gordon
- 2012 Joey Logano
- 2013 Jimmie Johnson
- 2014 Dale Earnhardt Jr.